# Eupantotheria
Als Eupantotheria (früher Pantotheria) wird eine Gruppe mesozoischer Säugetiere zusammengefasst. Kennzeichnend für diese Gruppe sind bestimmte Merkmale im Bau der Zähne, etwas das Fehlen des Protoconids (eines Höckers der oberen Molaren). Da sich die heutigen Theria aus dieser Gruppe entwickelt haben, ist sie paraphyletisch, als Formtaxon ist die Gruppe aber weiterhin in Verwendung. Viele Arten sind aber nur durch spärliche Zahn- oder Kieferfunde bekannt, was die genaue systematische Einordnung erschwert. Bekannte Vertreter der Eupantotheria sind die Dryolestida, Vincelestes, Amphitherium und die Peramuridae.